# Lash wa Juwayn (district)
Pour les articles homonymes, voir Lash wa Juwayn.
Lash wa Juwayn ou Lash o Jawain est un des onze districts de la province de Farâh en Afghanistan.
Sa population, qui est composée de 50 % de Pashtouns et de 50 % de Tajiks, est estimée à 28 000 habitants en janvier 2005.
La capitale administrative de ce district est la ville de Lash wa Juwayn, située à une altitude de 508 m près du lac de Daryacheh-ye Sistan.